# Liste der Ständigen Vertreter Belgiens bei der UNESCO
Diese Seite listet die Ständigen Vertreter Belgiens bei der Organisation der Vereinten Nationen für Erziehung, Wissenschaft und Kultur (UNESCO) in Paris auf.
Das Königreich Belgien ist Mitgliedstaat der UNESCO seit dem 29. November 1946. Zu den Aufgaben des Leiters der Mission gehört die Koordination zwischen belgischer Regierung und den Organen der UNESCO, unter anderem bei der Umsetzung der Welterbekonvention in Belgien.

## Ständige Vertreter
- 1997–2000: Hubert van Houtte
- 2001–2005: Yves Haesendonck
- 2005–2009: Philippe Kridelka
- 2009–2013: Francine Chainaye

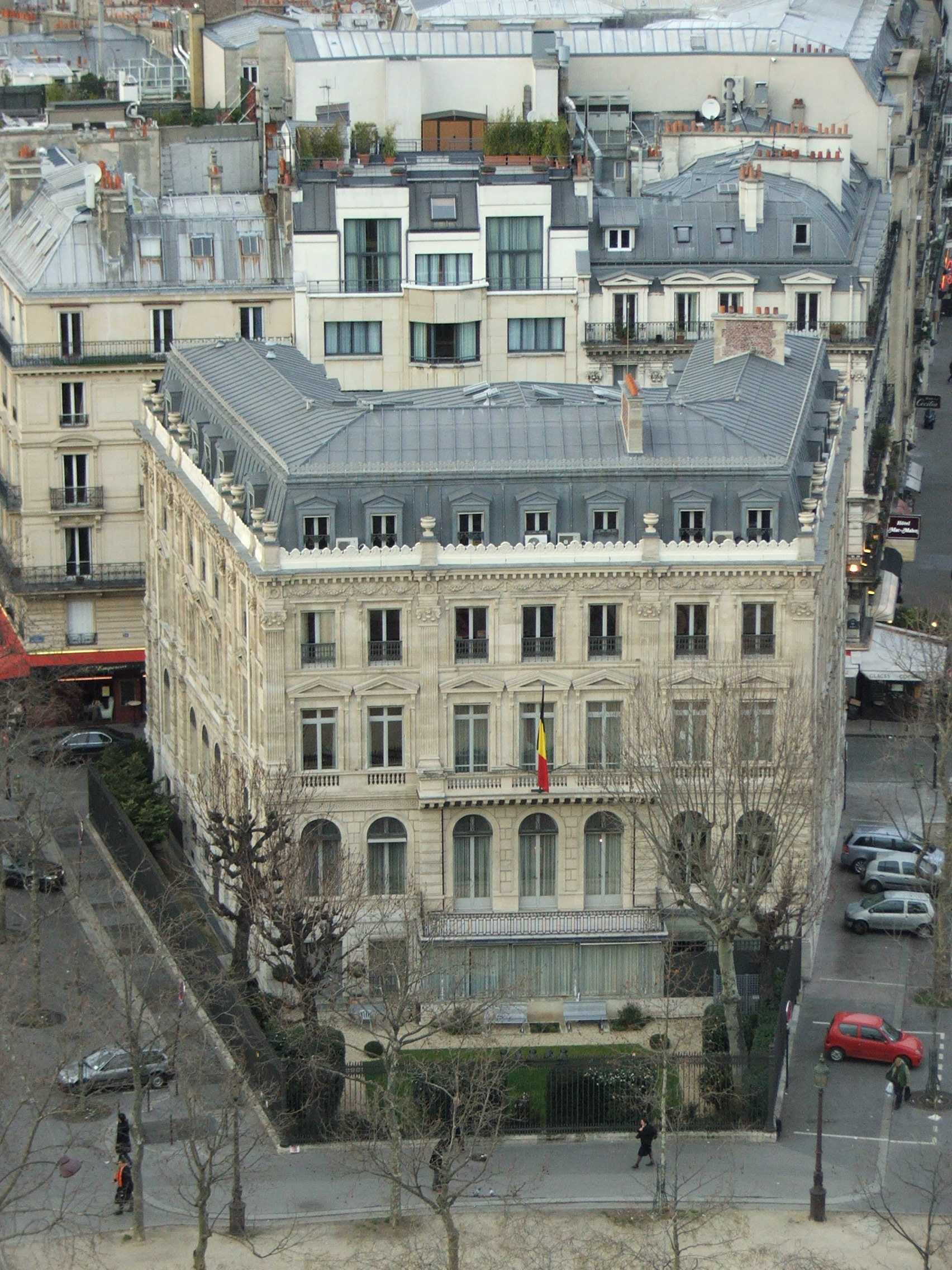
Die 1874 erbaute Kanzlei der Belgischen Botschaft in der 9 Rue de Tilsit im 17. Pariser Arrondissement.

- 2013–2015: Yves Haesendonck (II. Amtszeit)
- 2015–heute: Jean-Joël Schittecatte

Stand: März 2016